# Crónica de Alfonso III
La Crónica de Alfonso III es un documento histórico del tipo crónica que se atribuye al propio rey Alfonso III. Abarca un espacio de tiempo que va desde el reinado de Wamba hasta el final del de Ordoño I de Asturias. Tradicionalmente se ha considerado la existencia dos versiones de esta crónica: la Rotense, que se encuentra en el Códice de Roda, y la Sebastianense, también llamada Ovetense, ad Sebastianum o Erudita. Sin embargo, otros autores, recientemente, plantean la posibilidad de que ambas versiones se correspondan realmente con dos crónicas diferentes basadas en la Crónica de Ordoño I.

## Ediciones
Permaneció inédita hasta que en 1615 Prudencio de Sandoval publicó el fragmento de la crónica que abarca los reyes de Asturias, interpolado y corregido por él mismo, aunque la editio princeps fue la que Juan Ferreras incluyó en su "Historia de España" en 1727.
Dos años después Francisco de Berganza publicó su propia versión criticando la de Ferreras, pero la de más esmerada elaboración fue la que Enrique Flórez incluyó en 1756 en su España sagrada, que posteriormente sería reproducida por Jacques Paul Migne, Ramón Cobo y Sampedro y Ambrosio Huici Miranda, estos dos últimos con traducción al castellano. 
En 1918 Zacarías García Villada sacó a la luz un estudio sobre la crónica que incluía las versiones Rotense y Sebastianense.

En un orden cronológico sobre las crónicas que hacen referencia a la monarquía asturiana y a su historia, la de mayor antigüedad es la Crónica albeldense, y a continuación la llamada historiográficamente como Crónica de Alfonso III.[cita requerida]

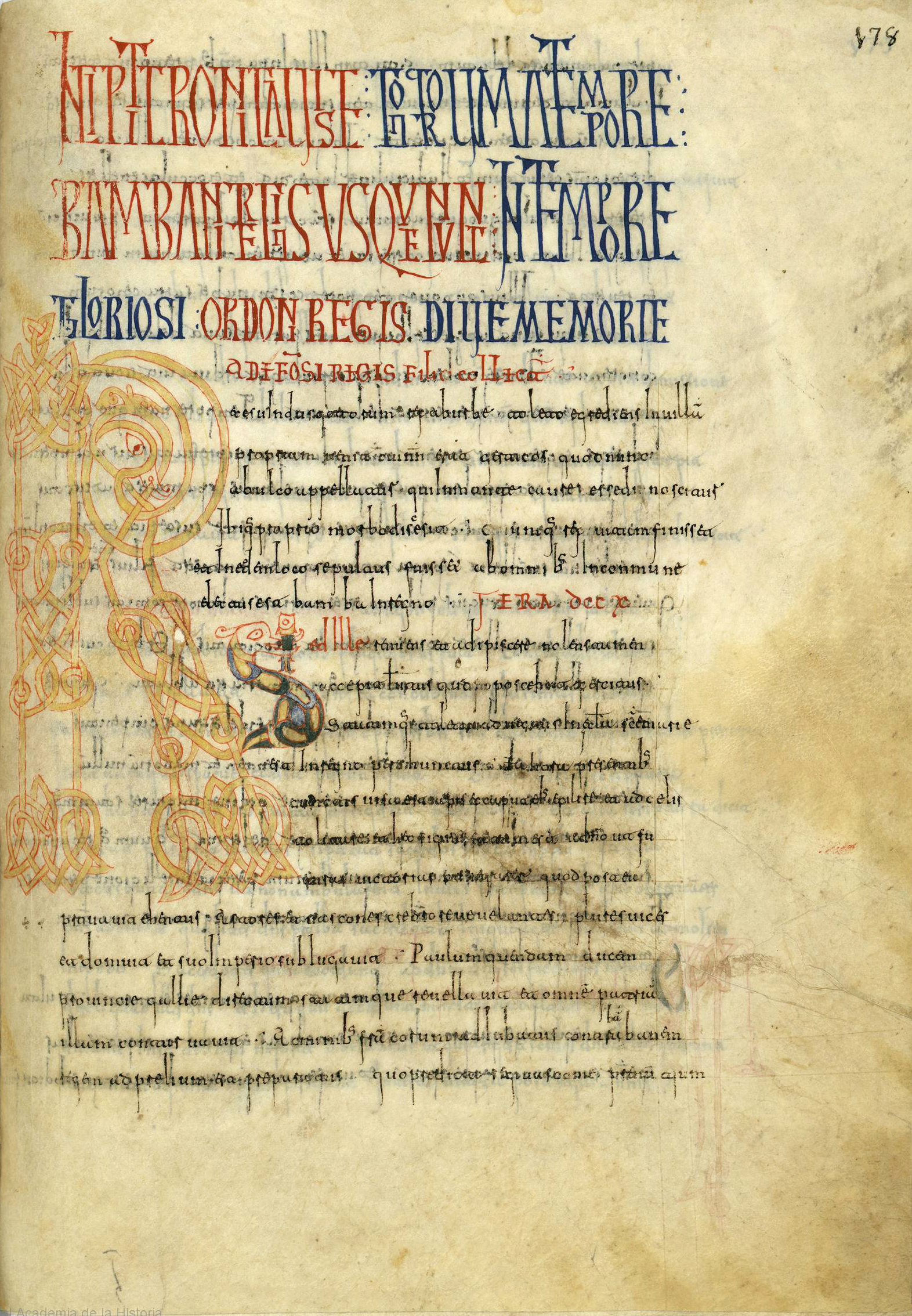
Comienzo de la Crónica de Alfonso III en su versión rotense. Códice de Roda, folio 178 recto.

## Crónica rotense
De esta última, la primera «versión» es la Crónica rotense, así llamada por haberse hallado en la Catedral de San Vicente de Roda de Isábena. Posteriormente aparece la Crónica ovetense, conservada en la catedral de Oviedo, que hacía mayor hincapié en considerar a Don Pelayo como sucesor de los reyes de Toledo, es decir del reino visigodo.[cita requerida] El fin de estas dos crónicas era demostrar la continuidad del reino visigodo en el reino de Asturias.[cita requerida]
Está escrita en un latín bastante bárbaro, se cree que por un laico, para muchos estudiosos el propio rey Alfonso III ya que en una frase referida a la ciudad de Viseu, en Portugal, se dice que fue poblada “por nuestro mandato”[cita requerida], frase que sólo el rey podía escribir.[cita requerida] La obra pretendía haber sido una continuación de la Historia de los godos del obispo Isidoro de Sevilla y terminaba al final del reinado de Ordoño I.[cita requerida]

## Crónica sebastianense
Una vez redactada la anterior «versión», el rey Alfonso III se la envió a su sobrino Sebastián, obispo de Salamanca u Orense, quien mejoró el estilo retocando su tosco latín, censuró varios fragmentos e introdujo ciertas correcciones ideológicas como las del noble origen de Pelayo, la exculpación del clero o la exaltación de la intervención goda en el origen del reino de Asturias.[cita requerida] Esta versión corregida es la conocida como la versión Ad Sebastianum o Sebastianense.